# جيمي تشارلز
جيمي تشارلز (بالإنجليزية: Jimmy Charles)‏ هو مغني أمريكي، ولد في 1942 في باترسون في الولايات المتحدة.

## وصلات خارجية
- جيمي تشارلز على موقع ميوزك برينز (الإنجليزية)
- جيمي تشارلز على موقع أول ميوزيك (الإنجليزية)
- جيمي تشارلز على موقع ديسكوغز (الإنجليزية)